# Karl Ludwig Jühlke

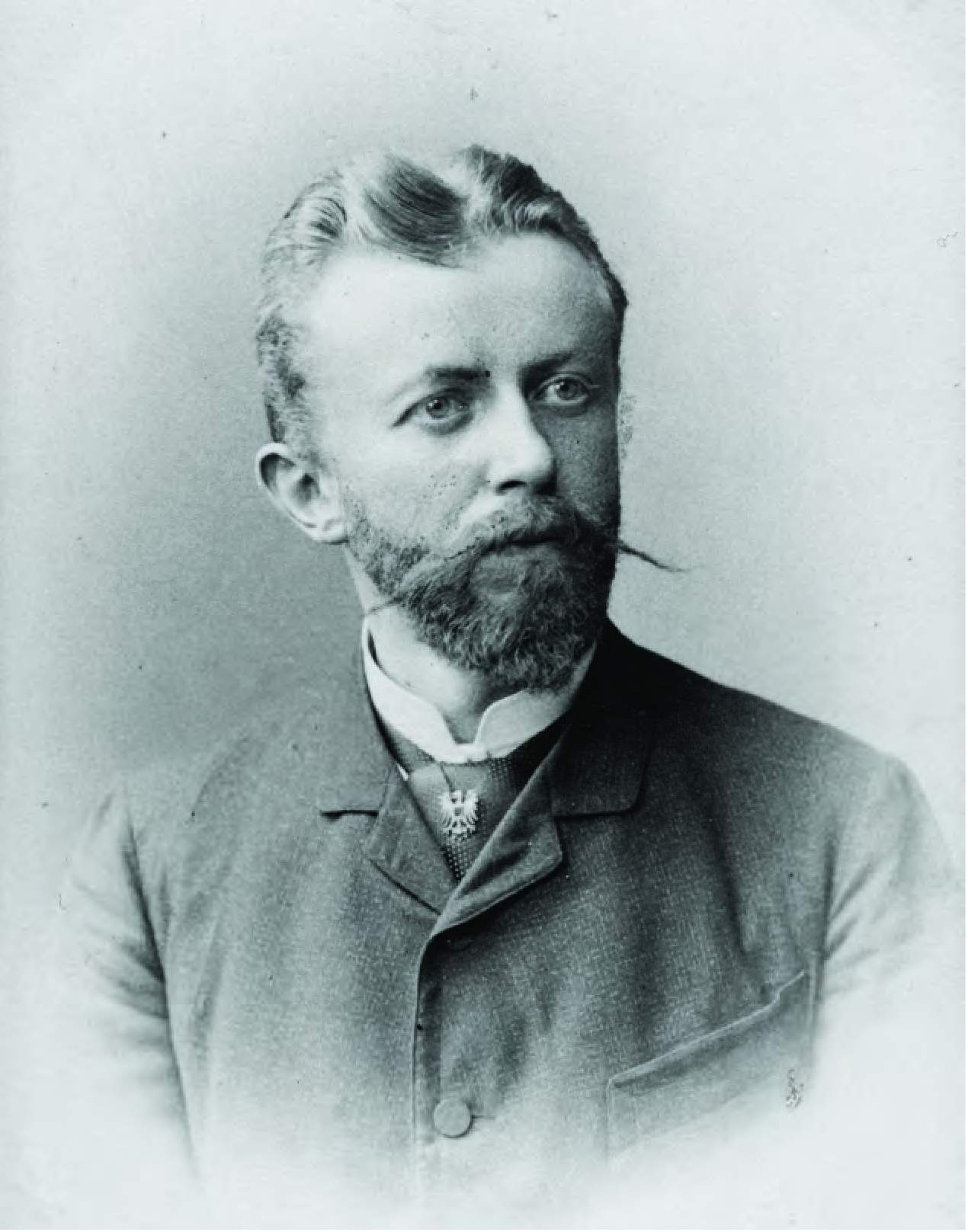
Karl Ludwig Jühlke (um 1880)

Karl Ludwig Jühlke (* 6. September 1856 in Eldena; † 1. Dezember 1886 in Kismaju, Deutsch-Ostafrika) war ein deutscher Afrikaforscher.

## Leben
Sein Vater Ferdinand Jühlke war ein bekannter Lehrer, Autor und Gärtner. Jühlke besuchte die Klosterschule Ilfeld am Harz, in der er Carl Peters kennenlernte. Er studierte Jura in Tübingen, Leipzig, Heidelberg und Berlin und war ab 1881 als Referendar in Werder und in Potsdam beschäftigt.
Zusammen mit seinem Jugendfreund Carl Peters beteiligte sich Jühlke 1884 an der Gründung der Gesellschaft für deutsche Kolonisation (der späteren Deutsch-Ostafrikanische Gesellschaft) und ging nach Ostafrika. Am 4. November 1884 traf er zusammen mit Peters, Joachim von Pfeil und August Otto in Sansibar und am 9. November in Saadani ein. In Usagara und benachbarten Regionen schufen Jühlke, Peters und die Mitreisenden durch „Vertragsabschlüsse“ den Ausgangspunkt für die spätere deutsche Kolonialisierung.
Vom Frühjahr 1885 bis März 1886 hielt sich Jühlke für die Gesellschaft in Deutsch-Ostafrika auf und verhandelte für die neu zu gründende Kolonie um Usambara und das Dschaggaland am Kilimandscharo. Zwischen März und August 1886 war Jühlke noch einmal in Deutschland, bevor er nach Ostafrika, diesmal an die Benadirküste (Südsomalia), zurückkehrte. Er versuchte, den Küstenstreifen nördlich von Witu bis zur Mündung des Juba unter deutsche Kontrolle zu bringen. In der Wubuschi-Bucht plante er die Station Hohenzollernhafen.
Karl Ludwig Jühlke wurde am 1. Dezember 1886 von einem Somali ermordet.

## Werke (Auswahl)
- Die Erwerbung des Kilima-Ndscharo-Gebietes. Köln 1886
- Meine Wanderung nach dem Kilimandscharo. Berlin 1886